# Номерні знаки Польщі
Код Польщі для міжнародного руху ТЗ — (PL).

Номерний знак зразку 2019 р.

Номерний знак зразку 2006 р.

Номерний знак зразку 2000 р.

Номерний знак зразку 1976 р.

Чинний формат номерних знаків Польщі запроваджено в 2000 році. У період 2000—2006 рр. бланки номерних знаків у лівому боці мали синю, подібну до європейської, стрічку синього кольору із зображенням національного прапора та кодом PL. Від 2006 року запроваджено бланки номерних знаків з європейською символікою замість національної. Формат розташування символів при цьому не змінився. Особливістю застосування номерних знаків у Польщі є використання спеціального так званого «третього» номерного знаку, що розташовується під вітровим склом ТЗ. Така схема діє ще в Угорщині та Мексиці.

## Розташування символів
Символи на номерних знаках чинного формату умовно можна розділити на дві групи: регіональне кодування та власне номерну комбінацію. Між цими двома групами розташовано голографічну наліпку зі спеціальним кодом, що дублюється на «третьому» номерному знаку.

### Перша група символів
Перша група символів являє собою регіональне кодування і складається з двох або трьох літер. Перша літера означає воєводство (виключенням є літери Н — правоохоронні структури та U — збройні сили).
В кодах, що складаються з двох літер друга літера означає код міста в межах воєводства. В кодах, що складаються з трьох літер друга і третя літери означають код повіту в межах воєводства. В кодах на літеру Н — друга і третя літери означають код правоохоронної організації. В кодах на літеру U — друга літера означає код типу ТЗ.

### Друга група символів
Друга група символів означає номерну комбінацію символів, що складається з літер та цифр. Ця група символів має назву «засіб». Для номерних знаків з кодом регіону із двох літер можливі наступні «засоби»:
- засіб 1 — 12345
- засіб 2 — 1234А
- засіб 3 — 123АБ
- засіб 4 — 1А234
- засіб 5 — 1АБ23

Для номерних знаків з кодом регіону із трьох літер можливі наступні «засоби»:
- засіб 1 — А123
- засіб 2 — 12АБ
- засіб 3 — 1А23
- засіб 4 — 12А3
- засіб 5 — 1АБ2
- засіб 6 — АБ12
- засіб 7 — 12345
- засіб 8 — 1234А
- засіб 9 — 123АБ
- засіб 10 — А12Б
- засіб 11 — А1БВ

## Регіональне кодування

### Кодування воєводств та спеціальних формувань
- B — Підляське воєводство
- C — Куявсько-Поморське воєводство
- D — Нижньосілезьке воєводство
- E — Лодзьке воєводство
- F — Любуське воєводство
- G — Поморське воєводство
- H — правоохоронні органи
- K — Малопольське воєводство
- L — Люблінське воєводство
- N — Вармінсько-Мазурське воєводство
- O — Опольське воєводство
- P — Великопольське воєводство
- R — Підкарпатське воєводство
- S — Сілезьке воєводство
- T — Свентокшиське воєводство
- U — Збройні сили
- W — Мазовецьке воєводство
- Z — Західнопоморське воєводство

### Кодування всередині воєводств
- BAU — Августів
- BBI — Більськ Підляський
- BGR — Граєво
- BHA — Гайнівка
- BI — Білосток (місто)
- BIA — Білосток (повіт)
- BKL — Кольно
- BL — Ломжа (місто)
- BLM — Ломжа (повіт)
- BMN — Монькі
- BS — Сувалки (місто)
- BSE — Сейни
- BSI — Сім'ятичі
- BSK — Сокулка
- BSU — Сувалки (повіт)
- BWM — Високе-Мазовецьке
- BZA — Замбрув
- CAL — Александрув-Куявський
- CB — Бидгощ (місто)
- CBR — Бродниця
- CBY — Бидгощ (повіт)
- CCH — Хелмно
- CG — Грудзьондз (місто)
- CGD — Голюб-Добжинь
- CGR — Грудзьондз (повіт)
- CIN — Іновроцлав
- CLI — Ліпно
- CMG — Могільно
- CNA — Накло-над-Нотецем
- CRA — Радзеюв
- CRY — Рипін
- CSE — Семпульно-Краєнське
- CSW — Свеце
- CT — Торунь (місто)
- CTR — Торунь (повіт)
- CTU — Тухоля
- CW — Влоцлавек (місто)
- CWA — Вомбжезьно
- CWL — Влоцлавек(повіт)
- CZN — Жнін
- DB — Валбжих (місто)
- DBA — Валбжих (повіт)
- DBL — Болеславець
- DDZ — Дзєржонюв
- DGL — Глогув
- DGR — Ґура
- DJ — Єленя-Ґура (місто)
- DJA — Явор
- DJE — Єленя-Ґура (повіт)
- DKA — Каменна Ґура
- DKL — Клодзко
- DL — Легниця (місто)
- DLB — Любань
- DLE — Лігниця (повіт)
- DLU — Любін
- DLW — Львувек-Шльонський
- DMI — Міліч
- DOA — Олава
- DOL — Олесниця
- DPL — Польковиці
- DSR — Сьрода-Шльонська
- DST — Стшелін
- DSW — Свідниця
- DTR — Тшебниця
- DW — Вроцлав (місто)
- DWL — Волув
- DWR — Вроцлав (повіт)
- DX — Вроцлав (місто)
- DZA — Зомбковиці-Шльонські
- DZG — Зґожелець
- DZL — Злотория
- EBE — Белхатув
- EBR — Бжезіни
- ED — Лодзь (місто)
- EKU — Кутно
- EL — Лодзь (місто)
- ELA — Ласк
- ELC — Ловіч
- ELE — Ленчиця
- ELW — Східний Лодзь
- EOP — Опочно
- EP — Пйотркув-Трибунальський (місто)
- EPA — Пабяниці
- EPD — Поддембиці
- EPI — Пйотркув-Трибунальський (повіт)
- EPJ — Паєнчно
- ERA — Радомско
- ERW — Рава-Мазовецька
- ES — Скерневиці (місто)
- ESI — Сєрадз
- ESK — Скерневиці (повіт)
- ETM — Томашув-Мазовецький
- EWE — Вєрушув
- EWI — Велюнь
- EZD — Здунська Воля
- EZG — Згеж
- FG — Ґожув-Велькопольський (місто)
- FGW — Ґожув-Велькопольський (повіт)
- FKR — Кросно-Оджанське
- FMI — Мендзижеч
- FNW — Нова Суль
- FSD — Стшелецько-Дрезденецький повіт
- FSL — Слубиці
- FSU — Сулєнцін
- FSW — Свебодзін
- FWS — Всхова
- FZ — Зєльона Гура (місто)
- FZA — Жари
- FZG — Жагань
- FZI — Зєльона Гура (повіт)
- GA — Гдиня
- GBY — Битув
- GCH — Хойниці
- GCZ — Члухув
- GD — Гданськ (місто)
- GDA — Гданськ (Прущ-Ґданський)
- GKA — Картузи
- GKS — Косьцежина
- GKW — Квідзин
- GLE — Лемборк
- GMB — Мальборк
- GND — Новий Двур-Ґданський
- GPU — Пуцьк
- GS — Слупськ (місто)
- GSL — Слупськ (повіт)
- GSP — Сопот
- GST — Старогард-Ґданський
- GSZ — Штум
- GTC — Тчев
- GWE — Вейхерово
- KBC — Бохня
- KBR — Бжеско
- KCH — Хшанув
- KDA — Домброва-Тарновська
- KGR — Горлиці
- KK — Краків (місто)
- KLI — Ліманова
- KMI — Мехув
- KMY — Мислениці
- KN — Новий Сонч (місто)
- KNS — Новий Сонч (повіт)
- KNT — Новий Торг
- KOL — Олькуш
- KOS — Освєнцім
- KPR — Прошовиці
- KR — Краків (місто)
- KRA — Краків (повіт)
- KSU — Суха-Бескидзька
- KT — Тарнів (місто)
- KTA — Тарнів (повіт)
- KTT — Татшанський повіт
- KWA — Вадовиці
- KWI —  Вєлічка
- LB — Біла Підляська (місто)
- LBI — Біла Підляська (повіт)
- LBL — Білгорай
- LC — Холм (місто)
- LCH — Холм (повіт)
- LHR — Грубешів
- LJA — Янів-Любельський
- LKR — Красьнік
- LKS — Краснистав
- LLB — Любартув
- LLE — Ленчна
- LLU — Лукув
- LOP — Ополе-Любельське
- LPA — Парчів (значення)
- LPU — Пулави
- LRA — Радинь-Підляський
- LRY — Рикі
- LSW — Свідник
- LTM — Томашув-Любельскі
- LU — Люблін (місто)
- LUB — Люблін (повіт)
- LWL — Влодава
- LZ — Замосьць (місто)
- LZA — Замосьць (повіт)
- NBA — Бартошице
- NBR — Бранєво
- NDZ — Дзялдово
- NE — Ельблонг (місто)
- NEB — Ельблонг (повіт)
- NEL — Елк
- NWE — Венгожево
- NGI — Гіжицько
- NGO — Голдап
- NIL — Ілава
- NKE — Кентшин
- NLI — Лідзбарк-Вармінський
- NMR — Мронгово
- NNI — Нідзиця
- NNM — Нове-Място-Любавське
- NO — Ольштин (місто)
- NOE — Олецько
- NOG — Олецько і Голдап
- NOL — Ольштин (повіт)
- NOS — Оструда
- NPI — Піш
- NSZ — Щитно
- OB — Бжег
- OGL — Глубчиці
- OK — Кендзежин-Козьле
- OKL — Ключборк
- OKR — Крапковиці
- ONA — Намислув
- ONY — Ниса
- OOL — Олесно
- OP — Ополе (місто)
- OPO — Ополе (повіт)
- OPR — Пруднік
- OST — Стшельці-Опольські
- PCH — Ходзеж
- PCT — Чарнкув — Тшцянка
- PGN — Гнєзно
- PGO — Гродзиськ-Великопольський
- PGS — Гостинь
- PJA — Яроцін
- PA — Каліш (місто)
- PK — Каліш (місто)
- PKA — Каліш (повіт)
- PKE — Кемпно
- PKL — Коло
- PKN — Конін (повіт)
- PKO — Конін (місто)
- PKR — Кротошин
- PKS — Косьцян
- PL — Лешно (місто)
- PLE — Лешно (повіт)
- PMI — Мендзихуд
- PN — Конін (місто)
- PNT — Новий Томишль
- PO — Познань (місто)
- POB — Оборники
- POS — Острув-Великопольський
- POT — Остшешув
- POZ — Познань (повіт)
- PP — Піла
- PPL — Плешев
- PRA — Равіч
- PSE — Сьрем
- PSL — Слупца
- PSR — Сьрода-Великопольська
- PSZ — Шамотули
- PTU — Турек
- PWA — Вонгровець
- PWL — Вольштин
- PWR — Вжесьня
- PY — Познань (місто)
- PZ — Познань (повіт)
- PZL — Злотув
- RBI — Бещадський повіт (Устрики-Долішні)
- RBR — Бжозув
- RDE — Дембиця
- RJA — Ярослав
- RJS — Ясло
- RK — Кросно (місто)
- RKL — Кольбушова
- RKR — Кросно (повіт)
- RLA — Ланьцут
- RLE — Лєжайск
- RLS — Лєско
- RLU — Любачів
- RMI — Мелець
- RNI — Ніско
- RP — Перемишль (місто)
- RPR — Перемишль (повіт)
- RPZ — Переворськ
- RRS — Ропчиці — Сендзішув-Малопольський
- RSA — Санок
- RSR — Стрижів
- RST — Стальова Воля
- RT — Тарнобжег (місто)
- RTA — Тарнобжег (повіт)
- RZ — Ряшів (місто)
- RZE — Ряшів (повіт)
- SB — Бельсько-Бяла (місто)
- SBE — Бендзін
- SBI — Бельсько-Бяла (повіт)
- SBL — Берунсько-Лендзінський повіт
- SC — Ченстохова (місто)
- SCI — Цєшин
- SCZ — Ченстохова (повіт)
- SD — Домброва-Гурнича
- SG — Гливиці (місто)
- SGL — Гливиці (повіт)
- SH — Хожув
- SI — Семяновиці-Шльонські
- SJ — Явожно
- SJZ — Ястшембе-Здруй
- SK — Катовиці
- SKL — Клобук
- SL — Руда-Шльонська
- SLU — Люблінець
- SM — Мисловиці
- SMI — Міколув
- SMY — Мишкув
- SO — Сосновець
- SPI — Пекари-Шльонські
- SPS — Пщина
- SR — Рибнік (місто)
- SRB — Рибнік (повіт)
- SRC — Рацибуж
- SRS — Руда Сльонска
- ST — Тихи (місто)
- STA — Тарновські Гури
- STY — Тихи (повіт)
- SW — Свентохловиці
- SWD — Водзіслав-Шльонський
- SY — Битом
- SZ — Забже
- SZA — Заверці
- SZO — Жори
- SZY — Живець
- TBU — Буско-Здруй
- TJE — Єнджеюв
- TK — Кельці (місто)
- TKA — Казімежа-Велька
- TKI — Кельці (повіт)
- TKN — Конське
- TLW — Влощова
- TOP — Опатув
- TOS — Островець-Свентокшиський
- TPI — Пінчув
- TSA — Сандомир
- TSK — Скаржисько-Каменна
- TST — Стараховиці
- TSZ — Сташув
- WA — Варшава Бялоленка
- WB — Варшава Бемово
- WBR — Бялобжеги
- WCI — Цєханув
- WD — Варшава Бєляни
- WE — Варшава Мокотув
- WF — Варшава Прага Полуднє
- WG — Гарволін (повіт)
- WGM — Гродзиськ-Мазовецький
- WGR — Груєць
- WGS — Гостинін
- WH — Варшава Прага Пулноц
- WI — Варшава Срудмєсьцє
- WJ — Варшава Таргувек
- WK — Варшава Урсус
- WKZ — Козениці
- WL — Леґьоново
- WLI — Ліпско
- WLS — Лосиці
- WM — Мінськ-Мазовецький
- WMA — Макув-Мазовецький
- WML — Млава
- WN — Варшава Урсинув
- WND — Новий-Двір-Мазовецький
- WO — Остроленка (місто)
- WOR — Острув-Мазовецька
- WOS — Остроленка (повіт)
- WOT — Отвоцьк
- WP — Плоцьк (місто)
- WPI — Пясечно
- WPL — Плоцьк (повіт)
- WPN — Плонськ
- WPR — Прушкув
- WPU — Пултуськ
- WPY — Пшисуха
- WPZ — Пшасниш
- WR — Радом (місто)
- WRA — Радом (повіт)
- WS — Седльці (місто)
- WSC — Сохачев
- WSE — Сєрпц
- WSI — Седльці (повіт)
- WSK — Соколув-Підляський
- WSZ — Шидловець
- WT — Варшава Вавер
- WU — Варшава Охота
- WV — Воломін
- WW — Варшава Рембертув (1234A)
- WW — Варшава Рембертув (1234C)
- WW — Варшава Рембертув (1234E)
- WW — Варшава Вілянув (1234F)
- WW — Варшава Вілянув (1234G)
- WW — Варшава Вілянув (1234H)
- WW — Варшава Вілянув (1234J)
- WW — Варшава Влохи (1234K)
- WW — Варшава Влохи (1234M)
- WW — Варшава Влохи (1234N)
- WW — Варшава Влохи (1234R)
- WW — Варшава Влохи (1234S)
- WW — Варшава Влохи (1234V)
- WW — Варшава Вілянув (1234W)
- WW — Варшава Рембертув (1234X)
- WW — Варшава Рембертув (1234Y)
- WWE — Венгрув
- WWL — Воломін
- WWY — Вишкув
- WX — Варшава Жолібуж (12345)
- WX — Варшава Весола (123YY)
- WX — Варшава Весола (123YV)
- WX — Варшава Весола (123YZ)
- WX — Варшава Весола (123YX) — причепи
- WY — Варшава Воля
- WY — Сулєювек (123YY)
- WY — Сулєювек (123YX) — причепи
- WY — Варшава  (1234Y) — міський уряд
- WZ — Ожарув-Мазовецький
- WZU — Журомін
- WZW — Зволень
- WZY — Жирардув
- ZBI — Бялогард
- ZCH — Хощно
- ZDR — Дравсько-Поморське
- ZGL — Голенюв
- ZGR — Грифіно
- ZGY — Грифиці
- ZK — Кошалін (місто)
- ZKA — Камінь-Поморський
- ZKL — Колобжег
- ZKO — Кошалін (повіт)
- ZLO — Лобез
- ZMY — Мислібуж
- ZPL — Полиці (повіт)
- ZPY — Пижиці
- ZS — Щецін
- ZSD — Свідвін
- ZSL — Славно
- ZST — Старгард-Щецинський
- ZSW — Свіноуйсьце
- ZSZ — Щецінек
- ZWA — Валч
- ZZ — Щецін

## Інші види регулярних номерних знаків

### Індивідуальні номерні знаки

Індивідуальний номерний знак для мотоциклу зразку 2006 р.

Індивідуальні номерні знаки видаються на стандартних бланках і мають формат А1-БВГДЕ, де А — код воєводства, 1 — довільна цифра, БВГДЕ — індивідуальна комбінація символів на вибір власника ТЗ. Для мотоциклів також передбачено подібну схему.

### Номерні знаки для мотоциклів
Номерні знаки для мотоциклів є дворядковими розмірами 190×150 мм. Верхній рядок містить код регіону (2-3 літери), як вказано вище, нижній рядок містить набір символів, скомбінованих у «засоби»:
- для кодів регіонів з двох літер:
  - засіб 1 — 1234
  - засіб 2 — 123А
- для кодів регіонів з трьох літер:
  - засіб 1 — А123
  - засіб 2 — 12АБ
  - засіб 3 — 1А23
  - засіб 4 — 12А3
  - засіб 6 — АБ12
  - засіб 10 — А12Б
  - засіб 11 — А1БВ

### Номерні знаки для мопедів
Номерні знаки для мопедів є дворядковими розмірами 140×114 мм. Верхній рядок містить код регіону (2-3 літери), як вказано вище, нижній рядок містить набір символів, скомбінованих у «засоби»:
- для кодів регіонів з двох літер:
  - засіб 1 — 1234
  - засіб 2 — 123А
- для кодів регіонів з трьох літер:
  - засіб 1 — А123
  - засіб 2 — 12АБ
  - засіб 3 — 1А23
  - засіб 4 — 12А3
  - засіб 6 — АБ12
  - засіб 10 — А12Б
  - засіб 11 — А1БВ

## Інші формати номерних знаків

### Номерні знаки старих колекційних ТЗ

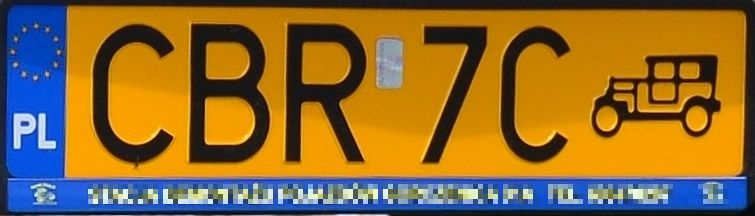
Номерний знак класичного автомобіля зразку 2000 р.

Для автомобілів та мотоциклів віком понад 25 років, що мають історичну цінність передбачено спеціальний формат номерних знаків з чорними символами на білому тлі. В правому боці пластин для автомобілів розташоване зображення силуету старого автомобіля. В правому боці нижнього рядку номерних знаків для мотоциклів розташовано зображення старого мотоциклу. Формати номерних знаків для автомобілів мають наступні «засоби» розташування символів:
- для кодів регіонів з двох літер:
  - засіб 1 — 123
  - засіб 2 — 12А
- для кодів регіонів з трьох літер:
  - засіб 1 — 1А
  - засіб 2 — 12
  - засіб 3 — А1

### Тимчасові номерні знаки

Тимчасовий номерний знак зразку 2006 р.

Номерні знаки для тимчасового використання мають червоні символи на білому тлі. Існують два формати А1-2345, А1-234Б, де А — код воєводства, інші символи — номер. Якщо в форматі А1-234Б останньою літерою виступає літера В — такі знаки використовуються для тестових та демонстраційних поїздок автомобільними дилерами. Номерні знаки такого типу існують також для мотоциклів та для мопедів.

### Дипломатичний транспорт

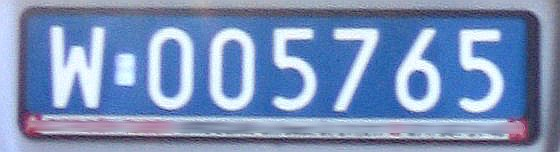
Дипломатичний номерний знак зразку 2000 р.

Номерні знаки для дипломатичного персоналу мають бланки синього кольору з білими символами. Формат номерних знаків має вигляд А 123456, де А — код воєводства (використовується лише код W), 123 — код країни або міжнародної організації, 456 — номер (в інтервалі 001—099 — приватний транспорт дипломатичного персоналу, 200—299 — приватний транспорт військових аташе, 300—399 — приватний транспорт недипломатичного персоналу, 500—599 — службовий транспорт дипломатичного персоналу, 700—799 — службовий транспорт дипломатичного персоналу, 800—899 — консульський транспорт. Номерні знаки такого типу існують також для мотоциклів та для мопедів.

### Військові номерні знаки
Військові номерні знаки мають вигляд регулярних, виконаних на бланках виключно з національною символікою (зразок 2000 року). Використовується тільки «засіб 1» разом з дволітеровим кодом. Номерні знаки цього типу не мають світловідбивних властивостей.
Кодування здійснюється за типом ТЗ:
- UA — Легкові автомобілі та позашляховики
- UB — Броньований транспорт для особового складу
- UC — Вантажівки та автобуси до 3,5тонн
- UD — Автобуси
- UE — Вантажівки понад 3,5тонн
- UG — Спеціальні вантажні автомобілі
- UI — Транспортні причепи
- UJ — Спеціальні причепи
- UK — Мотоцикли
- Uх — Uх-1234T — гусеничні ТЗ

### Номерні знаки правоохоронних органів
Номерні знаки правоохоронних органів мають вигляд регулярних, виконаних на бланках виключно з національною символікою (зразок 2000 року). Використовується тільки трилітерове кодування разомі із «засобами» 1 і 2.
- НАх — антикорупційна служба
- HBx — бюро урядової охорони
- HCA — митна служба м. Ольштин
- HCB — митна служба м. Білосток
- HCC — митна служба м. Біла-Підляська
- HCD — митна служба м. Перемишль
- HCE — митна служба м. Краків
- HCF — митна служба м. Катовиці
- HCG — митна служба м. Вроцлав
- HCH — митна служба м. Жепін
- HCJ — митна служба м. Щецин
- HCK — митна служба м. Гдиня
- HCL — митна служба м. Варшава
- HCM — митна служба м. Торунь
- HCN — митна служба м. Лодзь
- HCO — митна служба м. Познань
- HCP — митна служба м. Ополе
- HCR — митна служба м. Кельці
- HKx — Агенції внутрішньої безпеки і зовнішньої розвідки
- HMx — Агенції військової розвідки і контррозвідки
- HNx — Мобільна група оперативного реагування
- HPA — Головне управління поліції
- HPB — Поліція Дольносльонського воєводства
- HPC — Поліція Куявсько-Поморського воєводства
- HPD — Поліція Любельського воєводства
- HPE — Поліція Любуського воєводства
- HPF — Поліція Лодзького воєводства
- HPG — Поліція Малопольського воєводства
- HPH — Поліція Мазовецького воєводства
- HPJ — Поліція Опольського воєводства
- HPK — Поліція Підкарпатського воєводства
- HPL — Поліцейські училища
- HPL — Щитненське вище поліцейське училище A001-C999, 01AA-99CZ
- HPL — Пільське поліцейське училище D001-E999, 01DA-99EZ
- HPL — Слупське поліцейське училище F001-G999, 01FA-99GZ
- HPL — Легьонівський центр підготовки поліції H001-J999, 01HA-99JZ
- HPL — Катовіцьке поліцейське училище K001-L999, 01KA-99LZ
- HPM — Поліція Підляського воєводства
- HPN — Поліція Поморського воєводства
- HPP — Поліція Сілезького (Шльнського) воєводства
- HPS — Поліція Свентокшиського воєводства
- HPT — Поліція Вармінсько-Мазурського воєводства
- HPU — Поліція Велькопольського воєводства
- HPW — Поліція Західнопоморського воєводства
- HPZ — Поліція міста Варшави
- HSB — Управління фінансового контролю Підляського воєводства
- HSC — Управління фінансового контролю Куявсько-Поморського воєводства
- HSD — Управління фінансового контролю Дольносльонського воєводства
- HSE — Управління фінансового контролю Лодзького воєводства
- HSF — Управління фінансового контролю Любуського воєводства
- HSG — Управління фінансового контролю Поморського воєводства
- HSK — Управління фінансового контролю Малопольського воєводства
- HSL — Управління фінансового контролю Любельського воєводства
- HSN — Управління фінансового контролю Вармінсько-Мазурського воєводства
- HSO — Управління фінансового контролю Опольського воєводства
- HSP — Управління фінансового контролю Велькопольського воєводства
- HSR — Управління фінансового контролю Підкарпатського воєводства
- HSS — Управління фінансового контролю Сілезького воєводства
- HST — Управління фінансового контролю Свентокшиського воєводства
- HSW — Управління фінансового контролю Мазовецького воєводства
- HSZ — Управління фінансового контролю Західнопоморського воєводства
- HWx — Прикордонна служба